# 노퍽 애드미럴스 (AHL)
| 노퍽 애드미럴스 |                                                               |
| 콘퍼런스        | 서부 콘퍼런스 (2000년~2003년) 동부 콘퍼런스 (2003년~2015년)   |
| 디비전          | 사우스 디비전 (2000년~2003년) 이스트 디비전 (2003년~2015년)   |
| 설립연도        | 2000년                                                        |
| 해체연도        | 2015년                                                        |
| 역사            | 노퍽 애드미럴스 (2000년~2015년) 샌디에이고 걸스 (2015년~현재) |
| 경기장          | 노퍽 스코프                                                   |
| 연고지          | 버지니아주 노퍽                                               |
| 상징색          | 청색, 빨강, 하양, 오렌지                                      |
| 구단주          |                                                               |
| 단장            |                                                               |
| 감독            |                                                               |
| NHL 제휴        |                                                               |
| ECHL 제휴       |                                                               |
| 정규시즌 우승   | 1 (2012)                                                      |
| 콘퍼런스 우승   | 1 (2012)                                                      |
| 디비전 우승     | 3 (2002, 2003, 2012)                                          |
| 칼더 컵         | 1 (2012)                                                      |
| 영구 결번       |                                                               |

노퍽 애드미럴스(Norfolk Admirals)는 미국 버지니아주 노퍽을 연고지로 하는 2000년부터 2015년까지 AHL 소속되었던 아이스 하키팀이다.
2015년 연고지를 캘리포니아주 샌디에이고 (샌디에이고 걸스)로 이전했다.

## 역대 홈경기장
| 노퍽 애드미럴스 |               |          |                 |      |
| 경기장          | 사용기간      | 수용인원 | 장소            | 비고 |
| 노퍽 스코프     | 2000년~2015년 | 8,701명  | 버지니아주 노퍽 | 빈칸 |